# Fenestrulina caseola
Fenestrulina caseola är en mossdjursart som beskrevs av Hayward 1988. Fenestrulina caseola ingår i släktet Fenestrulina och familjen Microporellidae. Inga underarter finns listade i Catalogue of Life.